# Júnio César Arcanjo
Júnio César Arcanjo, meglio noto come Juninho (Nova Lima, 11 gennaio 1983), è un ex calciatore brasiliano, di ruolo centrocampista.

## Palmarès

### Club

#### Competizioni statali
- Campionato Mineiro: 1

Atlético Mineiro: 2007

### Nazionale
- Campionato mondiale Under-20: 1

Emirati Arabi Uniti 2003